# 图里亚科
图里亚科（義大利語：Turriaco），是意大利戈里齐亚省的一个市镇。总面积5平方公里，人口2716人，人口密度543.2人/平方公里（2009年）。ISTAT代码为031024。